# Esposa de Lot
En la Biblia, la esposa de Lot es una mujer mencionada por primera vez en el libro del Génesis (Génesis 19), donde se describe cómo ella se convirtió en una columna, pilar o estatua de sal después de mirar hacia atrás cuando escapaba de Sodoma con su familia. También se menciona al personaje en los libros deuterocanónicos en Sabiduría 10:7 y en el Nuevo Testamento en Lucas 17:32. En la Biblia no se le asigna un nombre, pero se la llama "Ado" o "Edith" en algunas tradiciones judías. Los relatos islámicos también hablan de la esposa del profeta Lut (Lot) cuando mencionan al "Pueblo de Lut".

## Narrativa en el Génesis

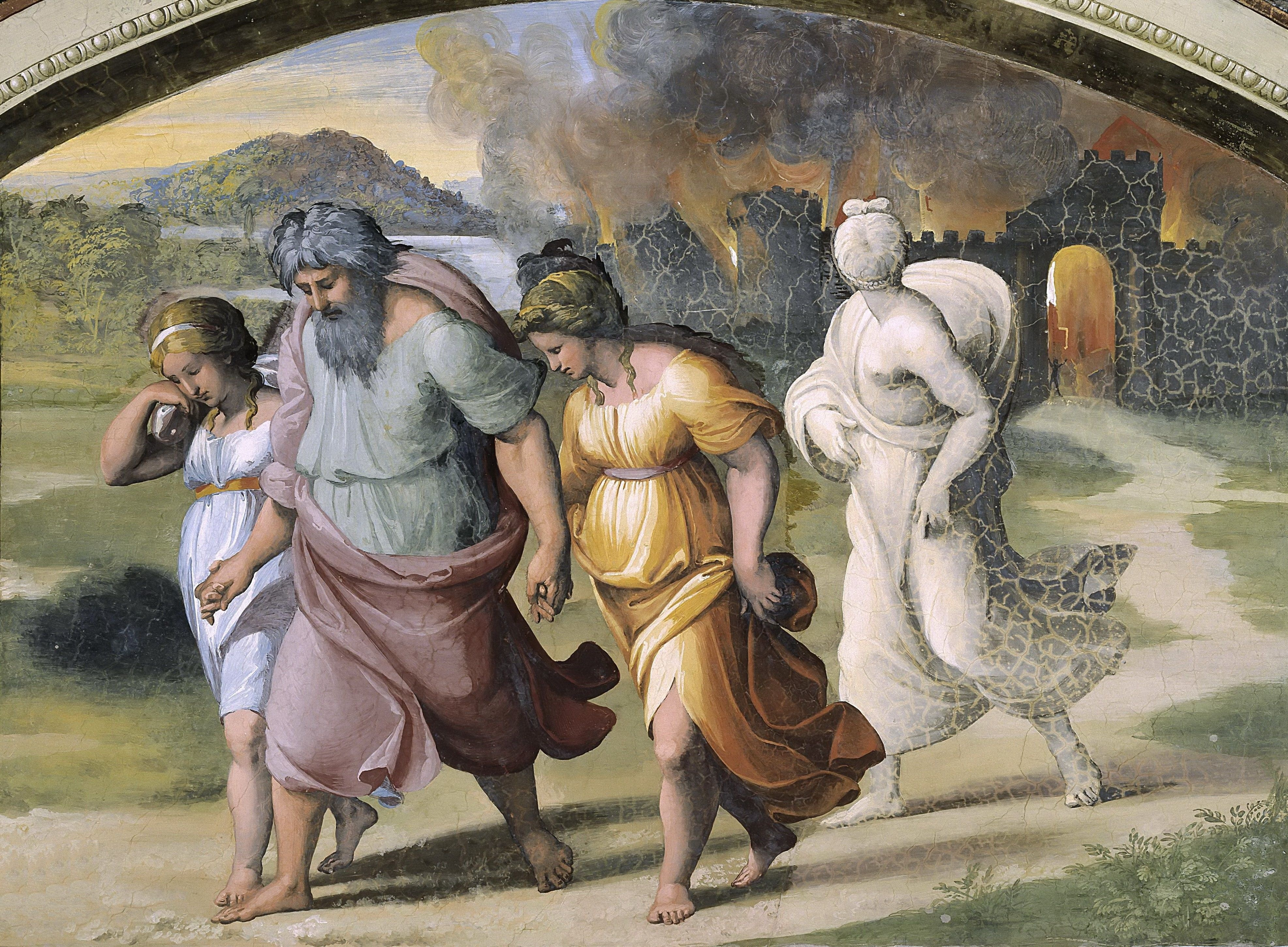
Rafael refleja en este fresco del Vaticano cómo la esposa de Lot se convierte en una estatua de sal al mirar hacia atrás.

La historia de la esposa de Lot comienza en Génesis 19, después de que dos ángeles llegaron a Sodoma al atardecer y fueron invitados a pasar la noche en la casa de Lot. La gente de Sodoma era extremadamente malvada e incitó a Lot a ofrecer en sacrificio a estos hombres/ángeles. Pero, en cambio, Lot ofreció a dos de sus hijas, pero no las aceptaron. Cuando amanecía, los ángeles instaron a Lot a buscar a su familia y huir, para evitar ser atrapados en el desastre inminente que sufriría como castigo la ciudad. Se le dio la orden: "¡Huye por tu vida! No miren detrás de sí ni se detengan en ningún lugar de la llanura; huye a las colinas, no sea que sean arrastrados". : 465  Mientras huían, la esposa de Lot se volvió para mirar hacia atrás y se convirtió en una columna de sal. : 466 

## Composición
El verbo hebreo usado para la esposa de Lot "mirando hacia atrás" es תבט tāḇeṭ. Su mirar atrás a Sodoma difiere en el uso de la palabra de Abraham "mirar" שקף, šāqap hacia Sodoma en (18:16). : 49 

## Columna o pilar de sal

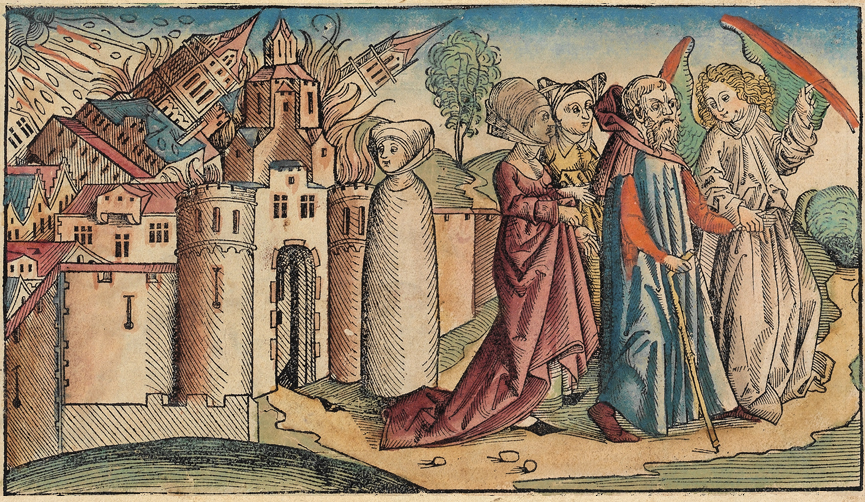
El motivo de Sodoma y Gomorra de la Crónica de Nuremberg de Hartmann Schedel, 1493. La esposa de Lot ya se ha transformado en un pilar de sal, en el centro.

La historia parece estar basada en parte en una leyenda popular que explica una característica geográfica.
Un pilar o columna de sal llamado "la esposa de Lot" se encuentra cerca del Mar Muerto en el Monte Sodoma en Israel. La Mishná establece que se debe decir una bendición en el lugar donde se encuentra la columna de sal. : 467 
El término "esposa de Lots" para tales accidentes geográficos entró posteriormente en el lenguaje común, ya que uno de los afloramientos de granito escarpado que comprenden Long Ya Men también fue apodado así.
El historiador judío Flavio Josefo afirmó haber visto la columna de sal que era la esposa de Lot. Su existencia también está atestiguada por los padres de la iglesia primitiva Clemente de Roma e Ireneo.

## Comentarios judíos
En el judaísmo, existiría la visión común de que la esposa de Lot se convierte en sal como castigo por desobedecer la advertencia de los ángeles. Al mirar hacia atrás a las "ciudades malvadas", ella les traicionó con su anhelo secreto por esa forma de vida pecaminosa. Se la consideró indigna de ser salvada y, por lo tanto, se convirtió en una columna de sal.
Otro punto de vista en la exégesis judía de Génesis 19:26, es que cuando la esposa de Lot miró hacia atrás, se convirtió en una columna de sal ante la "vista de Dios", quien descendía para hacer llover destrucción sobre Sodoma y Gomorra. : 467  Otra razón que se da en la tradición es que ella se volvió para mirar si sus hijas, que estaban casadas con hombres de Sodoma, iban escapando o no. : 467 
Otra leyenda judía dice que debido a que la esposa de Lot pecó con sal, fue castigada con sal. La noche que los dos ángeles visitaron a Lot, le pidió a su esposa que les preparara un banquete. Al no tener sal, la esposa de Lot pidió sal a sus vecinos, lo que los alertó de la presencia de sus invitados y que resultó en la acción de la turba que puso en peligro a los ángeles y a la familia de Lot. : 467 
En el Midrash, el nombre de la esposa de Lot es Edith. : 466 

## Perspectiva islámica

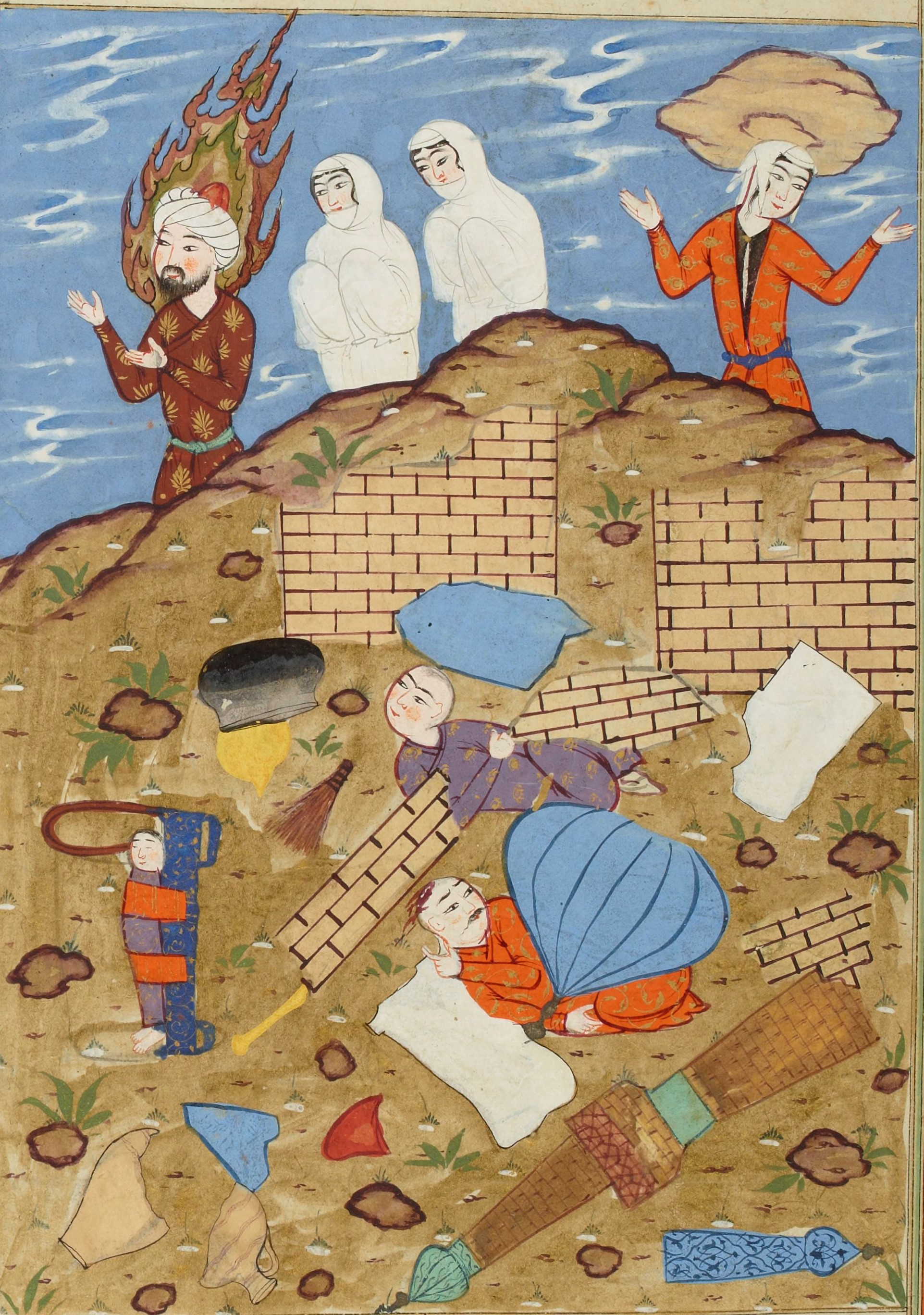
Lut huyendo de la ciudad con sus hijas; su esposa es asesinada por una piedra.

Lut (en árabe: لوط‎) en el Corán se considera lo mismo que Lot en la Biblia hebrea. Se le considera un mensajero y profeta de Dios.
En la tradición islámica, Lut vivía en Ur y era sobrino de Ibrahim (Abraham). Emigró con Ibrahim a Canaán y fue enviado como profeta a las ciudades de Sodoma y Gomorra. Alá le ordenó que fuera a la tierra de Sodoma y Gomorra para predicar el monoteísmo y detenerlos de sus actos lujuriosos y violentos. Los habitantes ignoraron los mensajes de Lut, lo que provocó la destrucción de la ciudad. Aunque Lut abandonó la ciudad, su esposa miró hacia atrás y fue destruida.
En el Corán, surah (capítulo) 26 Ash-Shu'ara (Los poetas):

Entonces les salvamos, a él y a toda su familia, excepto a una mujer vieja que fue de los que se quedaron;
Corán 26.170-171

Commentary: This was his wife, who was a bad old woman. She stayed behind and was destroyed with whoever else was left. This is similar to what Allah says about them in Surat Al-A`raf and Surat Hud, and in Surat Al-Hijr, where Allah commanded him to take his family at night, except for his wife, and not to turn around when they heard the Sayhah as it came upon his people. So they patiently obeyed the command of Allah and persevered, and Allah sent upon the people a punishment which struck them all, and rained upon them stones of baked clay, piled up.
Tafsir ibn Kathir (Comentario de Ibn Kathir)

## Otras referencias bíblicas
Se hace referencia a la esposa de Lot en Sabiduría 10:7 y Jesús la menciona en Lucas 17:32 en el contexto de la advertencia hecha a sus discípulos sobre los tiempos difíciles que vendrían en el futuro cuando el hijo del hombre regresaría; les dijo que recordaran a la esposa de Lot como una advertencia para que no vacilaran en ese momento.

## Cultura popular
- El libro de relatos Sacrificios humanos (2021), de la escritora ecuatoriana María Fernanda Ampuero, incluye un relato titulado «Edith», que reimagina la historia de la esposa de Lot como una mujer que es abusada por su esposo y pone énfasis en la necesidad de nombrarla.[16]

- El poema "La esposa de Lot", de Anna Ajmátova, ofrece una visión más comprensiva de la elección de la esposa de Lot de mirar hacia atrás.

- La esposa de Lot es mencionada en el capítulo inicial de Matadero cinco de Kurt Vonnegut. Vonnegut también ofrece una visión comprensiva y la compara, mirando hacia atrás a Sodoma, con él recordando el bombardeo de Dresde.[17]

- El poeta nicaragüense Carlos Martínez Rivas incluyó en su obra La insurrección solitaria un poema titulado «'Beso para la mujer de Lo'».[18]

- En el poema «La mujer de Lot», Wislawa Szymborska recrea múltiples razones por las cuales la esposa de Lot mira hacia atrás.

## Galería

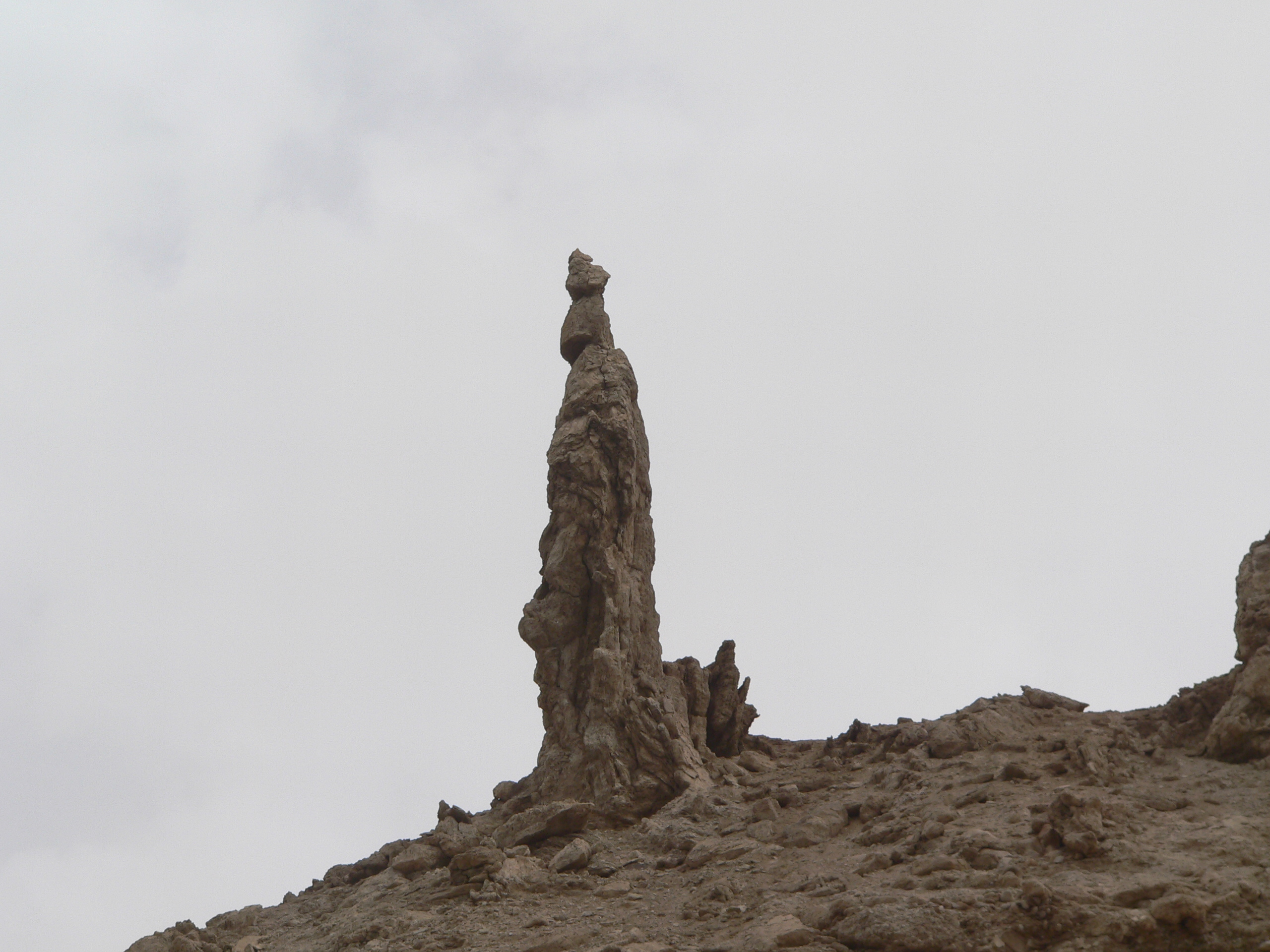
Una formación rocosa cerca del Santuario de Agios Lot venerada como la esposa de Lot como columna de sal.
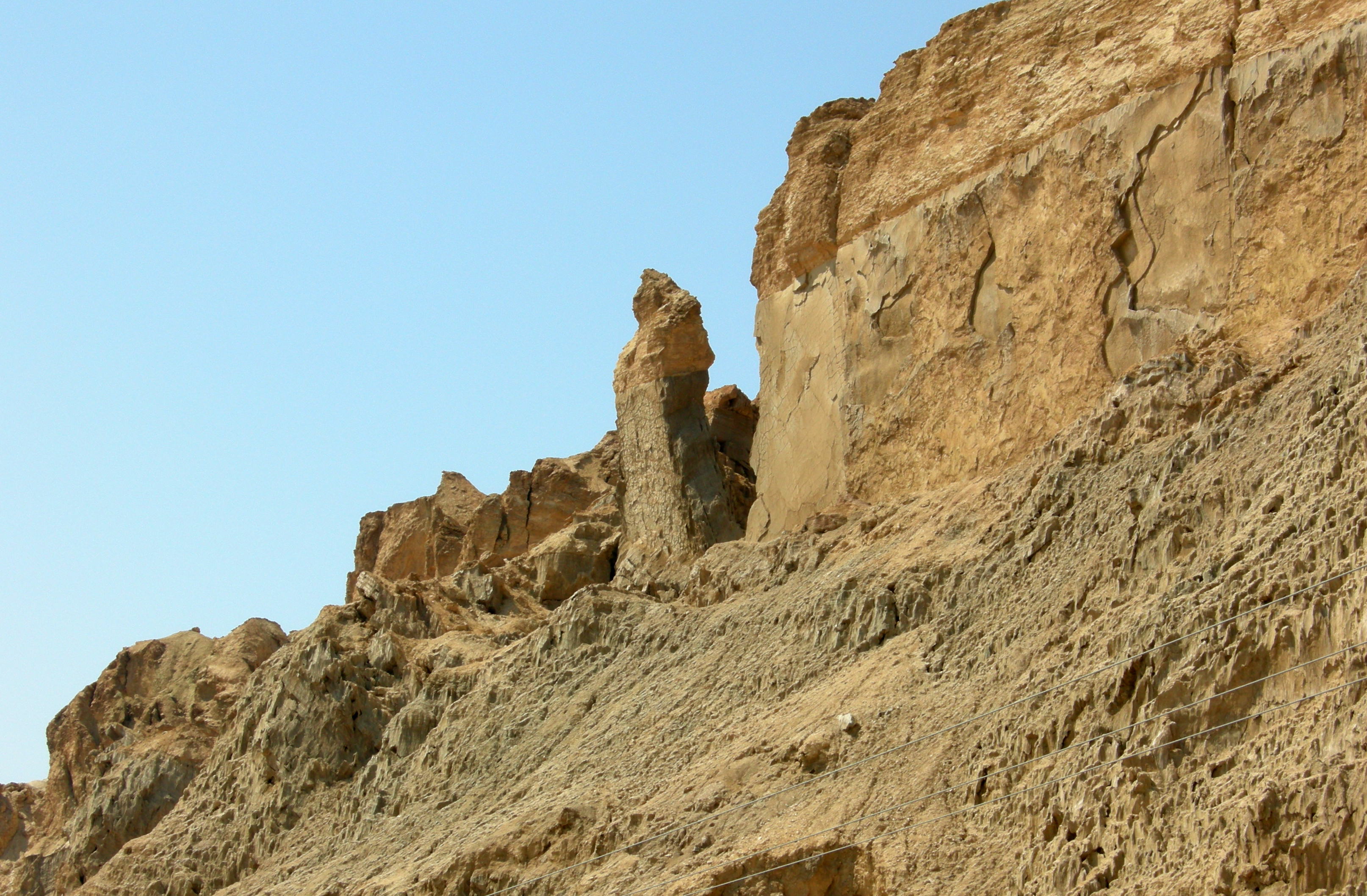
Columna de la "esposa de Lot", Monte Sodoma, Israel.
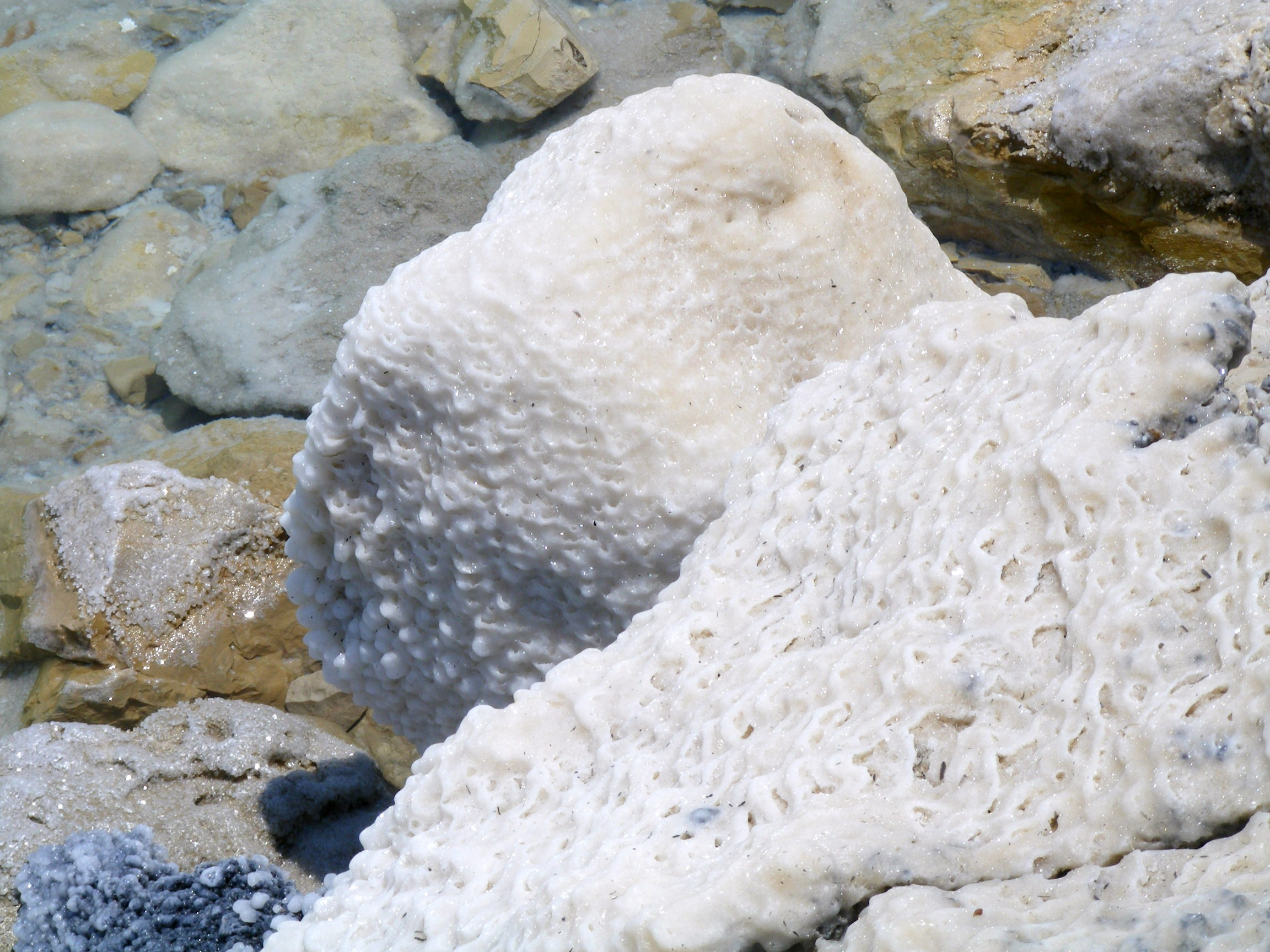
Depósitos de sal junto al Mar Muerto.
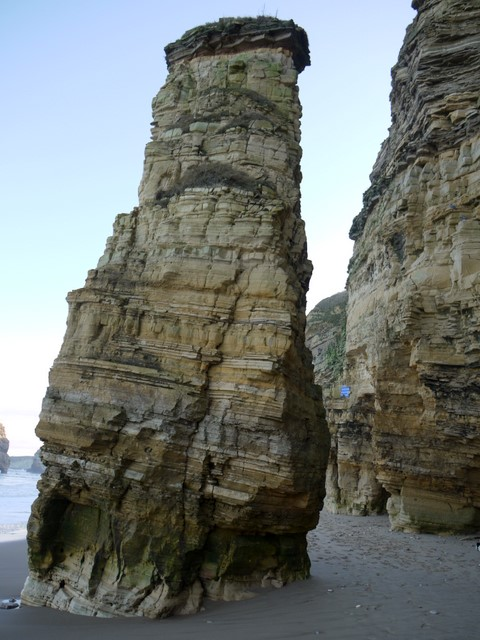
El farallón 'esposa de Lot' en la bahía Marsden, South Shields, al noreste de Inglaterra, Reino Unido, ubicado en la costa del Mar del Norte.